# Pseudoyersinia subaptera
Pseudoyersinia subaptera Chopard, 1942 è un insetto mantoideo della famiglia Mantidae, endemico delle isole Canarie.

## Descrizione
La femmina ha corpo assai tozzo, addome largo e abbastanza sviluppato. Occhi conici e poco sviluppati. Ali e tegmine ridotte. Colorazione bruna o grigiastra, con una linea beige che percorre longitudinalmente l'addome.

Il maschio ha corporatura esile, ali e tegmine appena abbozzate, con addome lungo.

## Distribuzione e habitat
La specie è endemica di Tenerife e Gran Canaria (Isole Canarie).